# James Stirling (gouverneur d'Australie-Occidentale)
Pour les articles homonymes, voir James Stirling et Stirling.
Sir James Stirling, né le 28 janvier 1791 dans le Lanarkshire (Écosse) et mort le 22 avril 1865 dans le Surrey (Angleterre), est un amiral et un administrateur colonial britannique, premier gouverneur d'Australie-Occidentale, en fonction de 1828 à 1838. Il signe par la suite de sa propre initiative le premier traité d'amitié entre le Royaume-Uni et le Japon, en 1854.

## Biographie
Il était le cinquième fils sur huit des quinze enfants d'Andrew Stirling of Drumpellier. Sa mère, Anne, était la cousine au deuxième degré de son père. Elle était la fille de l'amiral Sir Walter Stirling et la sœur de Sir Walter Stirling, 1er baronet de Faskine, et de l'amiral Sir Charles Stirling.
La famille Stirling est connue et célèbre dans les annales de la marine royale britannique du XVIIIe siècle. Aussi est-ce tout naturellement que James entra dans la marine à l'âge de douze ans en embarquant sur le navire marchand le Camel pour les Caraïbes. 
Peu après son arrivée dans la région, James Stirling devint mousse sur l’Hercules et en 1805 il servit sur le bateau de son oncle le Glory.
Cette année-là, il assista au large de cap Finisterre pendant les guerres napoléoniennes aux batailles entre les flottes française et espagnole puis plus tard suivit son oncle sur le Sampson puis sur le Diadem lors des combats du Río de la Plata. Après avoir assisté à la bataille de Montevideo et avoir été considéré mort par erreur, il fut nommé lieutenant le 12 août 1809 à l'âge de 19 ans et affecté sur le Warspite. En 1811 il fut nommé aide de camp de son oncle, alors vice-amiral responsable de la Jamaïque. 
Le 27 février 1812, il reçut son premier commandement, le sloop Moselle, puis peu après le sloop Brazen sur lequel il servit pendant la guerre de 1812 en bombardant les forts le long du Mississippi.
Entre 1818 et 1822 son père, Andrew, loua une propriété à Henley Park dans le Surrey et James s'y associa. Là, il se lia d'amitié avec la famille Mangles qui était à la tête d'une vaste fortune aux Indes. Il épousa la troisième fille du couple, Ellen, le 3 septembre 1823 le jour de ses seize  ans. Ils eurent six filles et cinq garçons. 
En 1826, le gouverneur de la Nouvelle-Galles du Sud, Ralph Darling envoya Stirling explorer la côte ouest de l'Australie. Il fut impressionné par la région située à l'embouchure de l'actuelle Swan River la décrivant comme un endroit idéal pour installer une nouvelle colonie, et en particulier de constater l'existence d'une colline, le mont Eliza, qui située à proximité des berges de la rivière permettrait de défendre la colonie très facilement avec quelques canons. 
De retour à Londres en 1828, Stirling entreprit des démarches auprès des autorités pour obtenir de l'aide afin de créer une nouvelle colonie. Avec l'aide de son beau-frère, le capitaine William Preston (il avait épousé la sœur de sa femme), il réussit et ils formèrent une équipe de soixante-neuf pionniers originaires de Pirbright et de Worplesdon  qui, le 6 février 1829, quittèrent Plymouth sur le Parmelia. Ils arrivèrent sur Garden Island le 31 mai dans ce qui deviendra la colonie de la rivière Swan puis l'Australie-Occidentale. Ils furent à l'origine de la création de Perth.
Stirling administra la colonie de juin 1829 à août 1832, lorsqu'il quitta l'Australie pour une visite prolongée en Grande-Bretagne au cours de laquelle il fut anobli, puis d'août 1834 à décembre 1838. 
Lors de la création du conseil législatif d'Australie-Occidentale, il en devint membre de droit.
En octobre 1834 Stirling conduisit un détachement de 25 soldats et colons comprenant Septimus Roe et Thomas Peel qui attaqua par mesure de représailles un campement de 60 à 80 Aborigènes Pindjarep qui furent encerclés près d'un gué de la Pinjarra River. Les historiens parlent aujourd'hui du massacre de Pinjarra. Selon les colons, il y aurait eu 15 à 20 Aborigènes tués alors que selon la tradition orale aborigène, ce nombre serait de 150,. 
Stirling resta complètement sourd aux demandes des Aborigènes d'Australie-Occidentale et ne reconnut jamais l'antériorité de la possession des terres par les Aborigènes bien que la commission Buxton de la Chambre des communes britanniques l'eut informé que c'était une erreur dont la nouvelle colonie aurait à souffrir. Pour Stirling, selon certains de ses écrits, les Aborigènes étaient appelés à disparaitre progressivement et le gouvernement local devait prendre des mesures adaptées pour empêcher l'extinction de la race.
En reconnaissance des services rendus lors de la création de la colonie, Stirling se vit remettre des terres près de Beverley. Ces terrains ainsi que ceux alentour furent par la suite achetés par le gouvernement d'Australie-Occidentale qui les morcela en petites propriétés attribuées aux soldats en retraite. Le reste des terres fut utilisé pour créer le centre de recherches agricoles d'Avondale qui abrite toujours la maison restaurée de Stirling.
En octobre 1840 il fut nommé commandant de l'Indus et fut affecté en Méditerranée jusqu'en juin 1844. Après trois ans à terre, il fut nommé sur le Howe qu'il commanda d'avril 1847 à avril 1850. 
En juillet 1851, Stirling fut nommé contre-amiral et affecté à l'amirauté l'année suivante. De janvier 1854 à février 1856, Stirling fut nommé commandant en chef des forces navales britanniques en Chine et aux Indes orientales.
Usant d'une diplomatie toute guerrière, il signa de sa propre initiative, le 14 octobre 1854, le premier traité d'amitié entre le Japon et la Grande-Bretagne. En 1856, il fut relevé de son poste pour partie principale car il n'avait pas réussi à repérer et à détruire un groupe de bateaux militaires russes et peut-être accessoirement pour avoir négocié de sa propre initiative avec le Japon. 
Stirling fut nommé vice-amiral en août 1857, amiral en novembre 1862 et mourut à Guildford dans le Surrey le 22 avril 1865. Il avait 74 ans.